# Robert Heuberger
Robert K. Heuberger (* 12. Januar 1922 in Olten; † 29. Januar 2021) war ein Schweizer Immobilienunternehmer, Mäzen und Autor unter dem Pseudonym Victor Vermont.

## Leben und Karriere
Heuberger wuchs in armen Verhältnissen auf. Er absolvierte in den 1930er Jahren eine Lehre bei der Schweizerischen Volksbank in Aarburg. Als Bank- und Versicherungskaufmann war er für die Volksbank später als Buchhalter, Kreditchef und Wertschriftenspezialist tätig, dann als Agenturleiter der Bâloise-Versicherungen.
Mit seiner Frau Ruth, geborene Mötteli, (* 1924, † 2016) gründete Heuberger 1954 die Siska Heuberger Holding AG, mit der er vor allem in der Ostschweiz eine Reihe grösserer Bauvorhaben realisierte, so etwa den Bau von rund 1000 Wohnungen in Winterthur. Gemäss Schätzung des Wirtschaftsmagazins Bilanz verfügte er 2012 über ein Vermögen von 300 bis 500 Millionen Franken.
Er war der Vater des Medienunternehmers Günter Heuberger (Radio Top, Tele Top) und des Zürcher alt Kantonsrats (SVP) Rainer Heuberger, Inhaber der Siska Verwaltungs AG.

## Engagement
Zu Heubergers öffentlichem Engagement gehörten die Finanzierung der Ansiedlung des Club of Rome in Winterthur, die Einrichtung der gemeinnützigen «Robert und Ruth Heuberger Stiftung» sowie die Stiftung eines Innovationspreises für Jungunternehmer. 2007 verlieh ihm die Stadt Winterthur den für ihn geschaffenen Preis des «Winterthurer Löwen». 2013 machte Heuberger durch doppelseitige Inserate gegen die Initiative zur Abschaffung der Wehrpflicht auf sich aufmerksam. Das Volksbegehren wurde deutlich verworfen.
Zu Ehren von Robert und Ruth Heubergers Engagement für gesellschaftliche und kulturelle Institutionen trägt der Asteroid Nr. 82232 seit 2004 den Namen «(82232) Heuberger».

## Werke
- Mit Karl Lüönd: Nicht wie der Wind weht … Lebensbericht eines Unternehmers. NZZ Libro, Zürich 2013, ISBN 978-3-03823-834-8.

## Künstlerisches Schaffen
Als «Victor Vermont» hat Heuberger Theaterstücke und Fernsehdrehbücher verfasst. Zu seinen Werken gehören:
- Alltagstrilogie, Fernsehspiel
- Das Geld liegt auf der Strasse, Theaterstück
- Eine Frau bleibt eine Frau, Theaterstück